# Mountains (Lonestar)
Mountains è l'ottavo album in studio del gruppo di musica country statunitense Lonestar, pubblicato nel 2006.

## Tracce
1. Mountains (Richie McDonald, Larry Boone, Paul Nelson) – 3:56
2. Nothing to Prove (Jim Collins, Wendell Mobley) – 3:56
3. Long Lost Smile (Marc Beeson, Neil Thrasher) – 3:55
4. Thought It Was You (Collins, Craig Wiseman) – 3:42
5. Hey God (McDonald, Tommy Lee James) – 3:46
6. I Wanna Do It for You (Dean Sams, Regie Hamm, Glen Mitchell) – 4:20
7. Cowboy Girl (Brett James, Bill Luther) – 3:32
8. What She Had To (John Edwards, Garrett Parris) – 3:49
9. One of those Nights (Jason Sellers, Tom Shapiro) – 4:13
10. Careful Where You Kiss Me (Jeff Bates, Mobley, Thrasher) – 3:20
11. Always in the Band (McDonald, Ron Harbin, Jerry Vandiver) – 4:02